# Municipio de Palmyra (Iowa)
El municipio de Palmyra (en inglés: Palmyra Township) es un municipio ubicado en el condado de Warren en el estado estadounidense de Iowa. En el año 2010 tenía una población de 559 habitantes y una densidad poblacional de 9,07 personas por km².

## Geografía
El municipio de Palmyra se encuentra ubicado en las coordenadas 41°25′50″N 93°27′15″O / 41.43056, -93.45417. Según la Oficina del Censo de los Estados Unidos, el municipio tiene una superficie total de 61.64 km², de la cual 61,56 km² corresponden a tierra firme y (0,13 %) 0,08 km² es agua.

## Demografía
Según el censo de 2010, había 559 personas residiendo en el municipio de Palmyra. La densidad de población era de 9,07 hab./km². De los 559 habitantes, el municipio de Palmyra estaba compuesto por el 95,89 % blancos, el 0,36 % eran afroamericanos, el 0,54 % eran asiáticos, el 0,72 % eran de otras razas y el 2,5 % eran de una mezcla de razas. Del total de la población el 1,25 % eran hispanos o latinos de cualquier raza.